# Al-Ittihad Club
L'Al-Ittihad Club, meglio nota come Al-Ittihād (in arabo: الاتحاد, "l'Unità") o come Ittihād Football Club, è una società polisportiva saudita di Gedda, città portuale sul Mar Rosso, nota soprattutto per la sua squadra di calcio, che milita nella Lega saudita professionistica, la massima divisione del campionato saudita di calcio. 
L'Ittihad è la seconda squadra saudita per titoli nazionali vinti, 10, alle sole spalle dell'Al-Hilal, oltre ad essersi aggiudicata 10 Coppe del Re dei Campioni, 3 Coppe di Lega saudite, 8 Coppe del Principe della Corona saudita e una Supercoppa saudita. A livello internazionale vanta la vittoria di 2 AFC Champions League (2004 e 2005), torneo in cui ha disputato un'altra finale, di una Coppa delle Coppe dell'AFC (1998-1999) e una partecipazione alla Coppa del mondo per club, nel 2005, edizione chiusa in quarta posizione. Conta inoltre una vittoria della Coppa dei Campioni araba.
La squadra ha vinto molto non solo nel calcio, ma anche, tra le altre discipline, nella pallacanestro, nella pallanuoto, nel tennis tavolo, nella pallavolo e nel nuoto. 
Il club ha attualmente la propria sede in via Sahafa, nel distretto di Mushrefa, nella zona orientale di Gedda: lì si trova un importante complesso sportivo di proprietà della società. Le squadre professionistiche disputano i propri incontri nel centro sportivo cittadino, situato nel sud della città, mentre sono solo le squadre giovanili a giocare a Mushrefa. Dal 2014 la prima squadra disputa le partite interne allo stadio Città dello sport Re Abd Allah, avendo lasciato lo stadio Principe Abd Allāh bin Fayṣal.
Nel gennaio 2025 la società è stata accolta nel Club of Pioneers, l'associazione, riconosciuta ufficialmente dalla FIFA, che raccoglie i club più antichi e storici del mondo.

## Storia
Nel 1927 alcuni giovani della città di Gedda decisero di riunirsi per discutere sulla possibile nascita di una società calcistica nella loro città. Erano presenti Hamza Fitaihi, Abdulsamad Najeeb, Ismail Zahran, Ali Yamani, Abdulateef Jameel, Othman Banajah, Ahmad Abu Talib e Ali Sultan.
Il nome della squadra venne dato da Abdulaziz Jameel che, si dice, esclamò: «Dal momento che siamo qui riuniti, chiamiamola "Unità" (Ittihad)». Poco dopo Ali Sultan venne nominato primo presidente, mentre Hamza Fitaihi fu il primo a donare denaro per il club.
Nel 1929 l'Ittihad giocò la sua prima gara, contro il Riyadhi. Con la vittoria per 3-0 i giallo-neri divennero una delle principali squadre della città. Più tardi il Riyadhi sarebbe fallito, rendendo l'Ittihad l'unica squadra "antica" di Gedda attiva ancora oggi.
Già negli anni trenta erano sorti molti club e si tenevano regolarmente competizioni non ufficiali, spesso sponsorizzate da ricchi uomini locali. Nel 1937 l'Ittihad giocò la sua prima gara contro i suoi futuri acerrimi rivali, l'Ahli: il match si chiuse in pareggio. Nel 1957, con la nascita della Federcalcio saudita, si cominciarono a organizzare tornei ufficiali, a cui prendevano parte team iscritti alla Federazione. La prima competizione ufficiale, la Coppa del Re, si tenne proprio quell'anno: fino alla nascita del campionato nazionale, avvenuta nel 1975, fu quello il più importante torneo saudita. L'Ittihad vinse la coppa alla seconda edizione, nel 1958, mettendo in bacheca il suo primo trofeo ufficiale.
A metà degli anni settanta la crescita esponenziale del prezzo del petrolio permise al governo dell'Arabia Saudita, prima esportatrice mondiale di oro nero, di investire, tra l'altro, sullo sport. Venne formata la "Presidenza generale sulle politiche giovanili": le squadre di calcio esistenti vennero poste sotto il suo controllo, e molte di esse divennero polisportive. L'Ittihad (così come molte altre società) si trasformò nell'attuale club.

## Cronistoria recente
| Stagione  | Divisione                     | Num. squadre | Piazzam. | Punti |
| --------- | ----------------------------- | ------------ | -------- | ----- |
| 1976-77   | Prima Lega saudita            | 8            | 4        | 16    |
| 1977-78   | Prima Lega saudita            | 10           | 4        | 19    |
| 1978-79   | Prima Lega saudita            | 10           | 3        | 24    |
| 1979-80   | Prima Lega saudita            | 10           | 3        | 21    |
| 1980-81   | Prima Lega saudita            | 10           | 6        | 19    |
| 1981-82   | Prima Lega saudita            | 20 (10)      | 1        | 29    |
| 1982-83   | Prima Lega saudita            | 10           | 6        | 16    |
| 1983-84   | Prima Lega saudita            | 10           | 2        | 25    |
| 1984-85   | Prima Lega saudita            | 12           | 6        | 22    |
| 1985-86   | Prima Lega saudita            | 12           | 2        | -     |
| 1986-87   | Prima Lega saudita            | 12           | 7        | 23    |
| 1987-88   | Prima Lega saudita            | 12           | 4        | 27    |
| 1988-89   | Prima Lega saudita            | 12           | 6        | 27    |
| 1989-90   | Prima Lega saudita            | 12           | 8        | 20    |
| 1990-91   | Prima Lega saudita            | 12           | 5        | 26    |
| 1991-92   | Prima Lega saudita            | 12           | 5        | 26    |
| 1992-93   | Prima Lega saudita            | 12           | 3        | 26    |
| 1993-94   | Prima Lega saudita            | 12           | 7        | 29    |
| 1994-95   | Prima Lega saudita            | 12           | 7        | 30    |
| 1995-96   | Prima Lega saudita            | 12           | 3        | 41    |
| 1996-97   | Prima Lega saudita            | 12           | 1        | 44    |
| 1997-98   | Prima Lega saudita            | 12           | 7        | 28    |
| 1998-99   | Prima Lega saudita            | 12           | 1        | 48    |
| 1999-2000 | Prima Lega saudita            | 12           | 1        | 51    |
| 2000-01   | Prima Lega saudita            | 12           | 1        | 38    |
| 2001-02   | Prima Lega saudita            | 12           | 2        | 49    |
| 2002-03   | Prima Lega saudita            | 12           | 1        | 49    |
| 2003-04   | Prima Lega saudita            | 12           | 2        | 56    |
| 2004-05   | Prima Lega saudita            | 12           | 3        | 38    |
| 2005-06   | Prima Lega saudita            | 12           | 3        | 42    |
| 2006-07   | Prima Lega saudita            | 12           | 1        | 48    |
| 2007-08   | Prima Lega saudita            | 12           | 2        | 48    |
| 2008-09   | Lega saudita professionistica | 12           | 1        | 55    |
| 2009-10   | Lega saudita professionistica | 12           | 2        | 45    |
| 2010-11   | Lega saudita professionistica | 14           | 2        | 51    |
| 2011-12   | Lega saudita professionistica | 14           | 5        | 37    |
| 2012-13   | Lega saudita professionistica | 14           | 7        | 33    |
| 2013-14   | Lega saudita professionistica | 14           | 6        | 32    |
| 2014-15   | Lega saudita professionistica | 14           | 4        | 52    |
| 2015-16   | Lega saudita professionistica | 14           | 3        | 49    |
| 2016-17   | Lega saudita professionistica | 14           | 4        | 52    |
| 2017-18   | Lega saudita professionistica | 14           | 9        | 33    |
| 2018-19   | Lega saudita professionistica | 16           | 14       | 34    |
| 2019-20   | Lega saudita professionistica | 16           | 11       | 35    |
| 2020-21   | Lega saudita professionistica | 16           | 3        | 56    |
| 2021-22   | Lega saudita professionistica | 16           | 2        | 65    |
| 2022-23   | Lega saudita professionistica | 16           | 1        | 72    |
| 2023-2024 | Lega saudita professionistica | 18           | 5        | 54    |
| 2024-2025 | Lega saudita professionistica | 18           | 1\|      | 74    |

## Presidenti
| Periodo | Presidente                      | Campionati vinti |
| ------- | ------------------------------- | ---------------- |
| 1927-30 | Ali Sultan                      | ×                |
| 1930-34 | Abdulaziz Jamil                 | 1                |
| 1934-37 | Hamza Fitaihi                   | ×                |
| 1937-49 | Mohammed Saeed Firaij           | ×                |
| 1949-50 | Abdulaziz Jamil                 | ×                |
| 1950    | Abdulrahman Mulla               | ×                |
| 1950-54 | Suliman Turki                   | 2                |
| 1954-56 | Abdulhameed Mashkhas            | ×                |
| 1956-59 | Abdullatif Linjawi              | 4                |
| 1959-60 | Abdulrazzaq Al-Matbuli          | 1                |
| 1960-62 | Yousef Khalawi                  | ×                |
| 1962-66 | Fathi Abu Al-Jadayel            | 4                |
| 1966-67 | Yousef Al-Tawil                 | 1                |
| 1968-70 | Ghazi Sultan                    | ×                |
| 1970-73 | Mazen Rashad Pharaon            | ×                |
| 1973-74 | Ismael Mannaa                   | ×                |
| 1974-81 | H.R.H. Prince Talal Bin Mansour | 1                |
| 1981-83 | Ibrahim Afandi                  | 1                |
| 1983-85 | H.R.H. Prince Talal Bin Mansour | ×                |
| 1985-87 | dott. Abdulfattah Nazer         | 3                |

| Periodo   | Presidente                         | Campionati vinti |
| --------- | ---------------------------------- | ---------------- |
| 1988-89   | ing. Hussein Linjawi               | 1                |
| 1989-90   | dott. Abdulfattah Nazer            | 1                |
| 1990-91   | dott. Adnan Jamjoom                | 2                |
| 1991-93   | Ahmed Masoud                       | 1                |
| 1993-94   | dott. Abdulfattah Nazer            | ×                |
| 1994-96   | dott. Adnan Jamjoom                | 2                |
| 1996-99   | Talaat Lami                        | 3                |
| 1999-02   | Ahmed Masoud                       | 8                |
| 2002-03   | ing. Hassan Jamjoom                | 1                |
| 2003      | ing. Jamal Abuemarh                | ×                |
| 2003-07   | Mansour Albalawi                   | 7                |
| 2007-09   | ing. Jamal Abuemarh                | 1                |
| 2009-10   | dott. Khaled Al-Marzouqi           | 1                |
| 2010-11   | ing. Ibrahim Alawan                | ×                |
| 2011-12   | M.G. Mohammed Bin Dakhel Al-Juhani | ×                |
| 2012-13   | ing. Mohammed Fayez                | 1                |
| 2013-2016 | Ibrahim Albalawi                   | 0                |
| 2016      | Ahmed Masoud                       | 0                |
| 2016-2017 | Hatem Baashen                      | 1                |
| 2017      | Anmar Al-Haeli                     |                  |
| 2017-2018 | Hamad Al-Senaie                    | 1                |
| 2018      | Nawaf Al-Megairen                  | 0                |
| 2018-     | Loay Hesham Nazer                  | 1                |

## Sponsor
| Periodo   | Sponsor tecnico | Sponsor principale                            |
| --------- | --------------- | --------------------------------------------- |
| 1999-03   | Umbro           | Multiple                                      |
| 2003-05   | Lotto           | Lingo                                         |
| 2006-07   | Hattrick        | STC                                           |
| 2007-08   | Nike            | STC                                           |
| 2008-10   | Lotto           | STC                                           |
| 2010-12   | Nike            | STC                                           |
| 2012-13   | One             | STC                                           |
| 2013-2014 | One             | None                                          |
| 2014-2015 | Erreà           | None                                          |
| 2015-2016 | Adidas          | Bupa Arabia / Mobil 1                         |
| 2016-2017 | Joma            | Bridgestone / Unionaire / Almosafer / Mobil 1 |
| 2017-2018 | Joma            | Bridgestone / Unionaire / Mobil 1             |
| 2018-     | Joma            | Noon / Unionaire / Mobil 1                    |

## Migliori marcatori nelle competizioni AFC
| Posizione | Nazionalità    | Nome                 | Anni                | Reti |
| --------- | -------------- | -------------------- | ------------------- | ---- |
| 1         | Arabia Saudita | Mohammed Noor        | 1996–2013 2014-2016 | 16   |
| 2         | Arabia Saudita | Naif Hazazi          | 2006–2013           | 11   |
| 3         | Arabia Saudita | Hamzah Idris         | 1997–2007           | 9    |
| 4         | Algeria        | Abdelmalek Ziaya     | 2009–2011           | 7    |
| 5         | Arabia Saudita | Marzouk Al-Otaibi    | 2000–2007           | 7    |
| 6         | Arabia Saudita | Osama Al-Muwallad    | 2000–               | 6    |
| 7         | Sierra Leone   | Mohammed Kallon      | 2005–2006           | 6    |
| 8         | Marocco        | Ahmed Bahja          | 1996–1999           | 6    |
| 9         | Marocco        | Hicham Aboucherouane | 2008–2010           | 5    |

## Rosa 2025-2026
Aggiornata al 17 luglio 2025.
| N. |                           | Ruolo | Calciatore            |
| -- | ------------------------- | ----- | --------------------- |
| 1  | Serbia (bandiera)         | P     | Predrag Rajković      |
| 2  | Portogallo (bandiera)     | C     | Danilo Pereira        |
| 6  | Arabia Saudita (bandiera) | D     | Saad Al-Mousa         |
| 7  | Francia (bandiera)        | C     | N'Golo Kanté          |
| 8  | Brasile (bandiera)        | C     | Fabinho               |
| 9  | Francia (bandiera)        | A     | Karim Benzema         |
| 10 | Algeria (bandiera)        | C     | Houssem Aouar         |
| 12 | Albania (bandiera)        | D     | Mario Mitaj           |
| 13 | Arabia Saudita (bandiera) | D     | Muhannad Al-Shanqeeti |
| 14 | Arabia Saudita (bandiera) | C     | Awad Al-Nashri        |
| 15 | Arabia Saudita (bandiera) | C     | Hassan Kadesh         |
| 19 | Francia (bandiera)        | A     | Moussa Diaby          |
| 20 | Arabia Saudita (bandiera) | D     | Ahmed Sharahili       |
| 21 | Arabia Saudita (bandiera) | A     | Saleh Al-Shehri       |

| N. |                           | Ruolo | Calciatore           |
| -- | ------------------------- | ----- | -------------------- |
| 22 | Arabia Saudita (bandiera) | C     | Abdulaziz Al-Bishi   |
| 24 | Arabia Saudita (bandiera) | C     | Abdulrahman Al-Aboud |
| 27 | Arabia Saudita (bandiera) | D     | Fawaz Al-Sqoor       |
| 30 | Spagna (bandiera)         | D     | Unai Hernández       |
| 33 | Arabia Saudita (bandiera) | P     | Mohammed Al-Mahasneh |
| 34 | Paesi Bassi (bandiera)    | C     | Steven Bergwijn      |
| 41 | Arabia Saudita (bandiera) | C     | Mohammed Fallatah    |
| 42 | Arabia Saudita (bandiera) | D     | Muath Faqeehi        |
| 47 | Arabia Saudita (bandiera) | P     | Hamed Al-Shanqity    |
| 80 | Arabia Saudita (bandiera) | D     | Mohammed Al-Saiari   |
| 88 | Arabia Saudita (bandiera) | C     | Abdulelah Al Malki   |
| 95 | Arabia Saudita (bandiera) | D     | Ahmed Bamsaud        |

## Palmarès

### Competizioni nazionali
- Campionato saudita: 10

1982, 1996-1997, 1998-1999, 1999-2000, 2000-2001, 2002-2003, 2006-2007, 2008-2009, 2022-2023, 2024-2025
- Coppa del Re dei Campioni: 10

1958, 1959, 1960, 1963, 1967, 1988, 2010, 2013, 2018, 2024-2025
- Coppa di Lega saudita: 3

1986, 1997, 1999
- Coppa del Principe della Corona saudita: 8

1958, 1959, 1963, 1991, 1997, 2001, 2004, 2017
- Supercoppa saudita: 1

2022

### Competizioni internazionali
- AFC Champions League: 2

2004, 2005
- Coppa delle Coppe dell'AFC: 1

1998-1999
- Champions League araba : 1

2005
- Supercoppe saudite-egiziane: 2

2001, 2003
- Coppa dei Campioni del Golfo: 1

1999

### Altri piazzamenti
- Campionato saudita:

Secondo posto: 2006-2007, 2007-2008, 2009-2010, 2010-2011, 2021-2022
Terzo posto: 2004-2005, 2015-2016, 2020-2021
- Coppa del Re dei Campioni:

Finalista: 2021-2022
Semifinalista: 2022-2023, 2023-2024
- Supercoppa saudita:

Finalista: 2013, 2018, 2023
- AFC Champions League:

Finalista: 2009
Semifinalista: 2011, 2012
- Coppa delle Coppe dell'AFC:

Semifinalista: 1992-1993, 1994-1995
- Supercoppa d'Asia:

Finalista: 1999
- Champions League araba:

Finalista: 1987, 1994, 2019-2020
- Campionato mondiale per club FIFA:

Quarto posto: 2005
- Coppa dei Campioni del Golfo:

Secondo posto: 2001

## Partecipazioni alle Competizioni AFC
- AFC Champions League: 10 apparizioni

2004: Campioni
2005: Campioni
2006: Quarti di finale
2008: Fase a gironi
2009: Secondo posto
2010: Fase a gironi
2011: Semifinale
2012: Semifinale
2014: Quarti di finale
2016: Fase a gironi
2019: Quarti di finale
- Coppa delle Coppe dell'AFC: 3 apparizioni

1992-93: Semifinale
1994-95: Terzo posto
1998-99: Campioni
1999-2000: Quarti di finale